# Равелло
Равелло (італ. Ravello) — муніципалітет в Італії, у регіоні Кампанія,  провінція Салерно.
Равелло розташоване на відстані близько 230 км на південний схід від Рима, 37 км на південний схід від Неаполя, 14 км на захід від Салерно.
Населення — 2500 осіб (2014).
Щорічний фестиваль відбувається 27 липня. Покровитель — Святий Пантелеймон, реліквія якого зберігається в Соборі Равелло.

## Демографія
Населення за роками:

Станом на 1 січня 2023 року в муніципалітеті офіційно проживало 75 іноземців з 26 країн, серед них 27 громадян країн Євросоюзу та 11 громадян України.

## Сусідні муніципалітети
- Атрані
- Граньяно
- Леттере
- Майорі
- Мінорі
- Скала
- Трамонті